# Abe-ryū
Abe-ryū (jap. 安倍流; auch Abe tate 安倍立) ist eine alte japanische Kenjutsu-Stilrichtung mit Ursprüngen im 17. Jahrhundert, wo sie von der Daimyō-Familie Abe entwickelt wurde. Das Abe-ryū war die erste Kenjutsu-Schule, die den Begriff Kendō benutzte.